# Orquestra de Cambra d'Israel
L'Orquestra de Cambra d'Israel (en hebreu: התזמורת הקאמרית) és una orquestra israeliana amb seu a Tel-Aviv-Jaffa. El seu finançament prové principalment del Ministeri d'Educació israelià i del municipi de Tel-Aviv-Jaffa. L'orquestra de cambra israeliana ha gravat amb discogràfiques com Chandos, Naxos Records (música d'Alberto Ginastera), Musicmasters, Koch i Teldec (música d'Arnold Schönberg i de Piotr Ilitx Txaikovski).
Gary Bertini va fundar l'orquestra en 1965 i fou el seu primer director artístic durant deu anys. La primera aparició de l'orquestra en els EUA va ser a Nova York en 1969. Luciano Berio va ser el director artístic en 1975. Rudolf Barxai va liderar l'orquestra des de 1976 fins a 1981. Altres directors de l'orquestra han estat Uri Segal, Yoav Talmi (1984-1988) i Shlomo Mintz (1989-1993). Philippe Entremont va ser director artístic des de 1995 fins a 1998 i ara és el director de l'orquestra.
Noam Sharif va ser el director musical des de 2002 fins a 2005. Gil Shohat va succeir a Sharif com a director artístic i com a supervisor en cap des de 2005 fins a 2008. En 2009, Roberto Paternostro va ser nomenat conseller musical de l'orquestra i Elizabeth Wallfisch va ser nomenada consellera del programa Barroc. Al febrer de 2003, Yoav Talmi va tornar a l'orquestra com a director musical, però va renunciar en 2014. Des de 2015 l'orquestra ha estat dirigida pel director Ariel Zuckerman.